# 어부사시사
〈어부사시사〉(漁父四時詞)는 전체 40수로 이뤄진 윤선도의 대표작으로 거론되는 작품들 중 하나이다. 해남과 보길도를 오가며 생활하던 윤선도는 효종이 즉위(1649년) 한 이후, 왕명에 의해 관직에 다시 나아가게 되었다. 그러나 당시 집권을 하고 있던 서인들의 거듭되는 견제와 비방으로 인해, 여러 차례 사직소를 올리고 물 러날 수밖에 없었다. 그는 1650년에 마침내 귀향하여 보길도의 부용동에 은거 했는데, <어부사시사>(漁父四時詞)는 보길도에 머물면서 65세 때인 1651년 가을에 자신을 어부에 비겨 창작한 작품이다. 작가(윤선도)는 인간의 속세에서 벗어나 자연과의 조화를 추구하며 한가롭고 소박한 삶을 살고자 하고 인간세상을 떠나서 자연과 조화를 이루면서 사는 것에 만족감을 느끼고 있다는 것이 드러난다 따라서 이 작품은 강호자연을 있는 그대로 느끼고 만족해하는 화자가 자연에서 갖는 여유와 홍취가 주된 정서이다. 제작 의도는 자신의 은거관인 ‘遺世獨立之意’를 형상화하는 것이며, 주 목적은 창주 일사를 감응시키는 데 있다. 다음으로 ‘유세독립’의 의미를 살펴보았다. 일단 ‘유세’의 의미는 각 계절마다 등장하는 세속적 표현에서 유추가 가능하다. 이들 표현 속에는 세속에 대한 ‘심리적 해방’과 ‘심리적 구속’이라는 두 가지 심리가 내재해 있다. 이 두 모순적 심리는 ‘유세’에 세속으로의 복귀 가능성을 열어둔 ‘잠정적 은거’의 뜻이 함의되어 있음을 시사한다. 한편 ‘독립’은 때를 기다리며 마음을 맑게 하는 심성 수양의 의미를 지닌다. 그리고 달을 심성 수양의 매개로 인식하고 있다. 종합하자면, ‘유세독립’의 뜻은 이상적 탈속 지향과 윤리 규범적 귀속 지향이 공존하는 이중적 의미로 풀이된다. ‘유세독립’의 이중적 의미는 윤선도의 은거 생활과 관련이 깊다. 병자호란 때 임금을 알현하지 않고 은거한 죄로 탄핵된다. 이 사건 이후, 은거의 정당성에 대한 비난과 해명의 굴레가 평생을 뒤따르게 된다. 이런 와중에 제작된 <어부사시사>에서, 윤선도는 은거의 뜻이 일원적이지 않으며, 자신의 삶 또한 유가의 전통적 처세 방법 중 하나임을 역사적 인물로 제시한다. <어부사시사>는 은거에 대한 해명이자 교시의 노래라고 할 수 있다.  <어부사시사>는 악장가사 <어부가>로부터 농암의 <어부가>를 거쳐 약 300년에 이르는 어부가 계열 국문시가의 한 장점을 형성하며 독특한 흥취를 드러내고 있다는 점에서, 이러한 논의들은 한국 시가사의 구도와 자연스럽게 맞물리게 되었다.  
일반적인 평시조의 형식과 달리 전래해 오던 <어부사>에 포함되어 있는 후렴구를 전체 40 수의 작품에 그대로 수용하여 다뤘다는 점이다. 또한 <어부사시사>는 시조의 중요한 형식적 특징중 하나인 종장 첫 음보는 3음절을 취한다는 규칙을 지키지 못하였다. <춘사1>을 보면 ’강촌‘이 종장 첫 음보에 해당한다. 이렇게 어부사시사의 종장은 시조의 일반적인 종장형과는 다른 형태를 띠고있다. 따라서 일반적인 평시조의 형식과는 구별되며, 평시조의 초･중장 사이와 중･종장 사이에 각각 후렴 부분이 첨가되어 있다.후렴구는 화자의 하루 일정을 순차적으로 이해할 수 있는 역할을 수행하기도 한다. 후렴구는 <어부사시사>의 작품 세계를 나타내는데 있어서도, 각 계절별로 묶인 10수의 작품들을 유기적으로 연결시키는데 있어서도 중요한 역할을 하고 있다. 또한 작품에 그려진 ‘자연’의 면모 역시 작자의 체험에 근거하여 형상화되었음을 알 수 있다. 이 작품에 반영된 ‘자연’은 탐미와 흥취의 대상으로 나타나기도 하지만, 때로는 ‘현실 세계’에 대비되는 공간으로서의 성격도 지니고 있다.
<어부사시사>의 작품 세계를 논할 때, 매 작품마다 덧붙은 ‘후렴’과 전체 작품을 종결짓는 역할을 하는 ‘어부사 여음’에 주목할 필요가 있다. ‘후렴’은 병렬적으로 제시된 계절별 10수씩의 작품들을 하나의 흐름으로 묶어 유기적인 성격을 부여하는 역할을 하고 있다. ‘어부사 여음’은 <어부사시사> 40수를 통해서 표면적으로 드러나지 않았던 ‘연군의식’을 표출하고 있는 바, 이를 통해 작자가 작품의 주제 의식을 의도적으로 제시하고자 한 것으로 볼 수 있을 것이다. 즉 화자는 자연에서의 자족적인 삶에 대해 노래하면서도, 그 이면에는 자신이 떠나 온 정치 현실에의 미련을 떨치지 못하고 있다는 반증이라 할 수 있다. 이 부분에서 윤선도의 정치적 현실에 대한 성찰과 그로 인한 갈등 내적 고민을 더욱 심도 있게 알아 볼 수 있다.
윤선도 자신의 〈어부사시사〉(漁父四時詞)에 의하면 《악장가사》(樂章歌詞)의 〈어부가〉(漁父歌) 및 이현보(李賢輔)의 〈어부가〉(漁父歌) 등 〈어부장가〉(漁父長歌)의 전통 속에서 창작된 것임을 확인할 수 있다. 그런데 윤선도의 문집인 《고산유고》(孤山遺稿) 이외의 다른 가집(歌集)에 실릴 때에는 조흥구(助興句)가 삭제되고 종장의 형태가 달라져서 완연히 시조의 모습으로 바뀌어 있다.작품에 반영된 사계(四季)의 형상은 작가의 체험을 바탕으로 하고 있다. 
작품에서 재현해놓은 사계절의 자연은 관념화된 자연, 상상적으로 재구한 이상적 실재로서의 자연이 아니라 그가 체험하고, 실재하는 ‘애착의 대상’으로서의 자연인 것이다.어부사시사에 형상화된 자연은 결코 단일한 성격으로 나타나지 않는다. 때문에 작품에 드러난 ‘자연’에 대한 화자의 인식을 살펴보고, 이에 대한 의미를 추출하는 것이 매우 중요한 부분이다.
<어부사시사> 외의 대표적인 연시조 작품은 <만 흥>, <오우가>, <견회요> 가 있다.전상건

## 같이 보기
- 보길도 윤선도 원림